# Letohrádek Hvězda

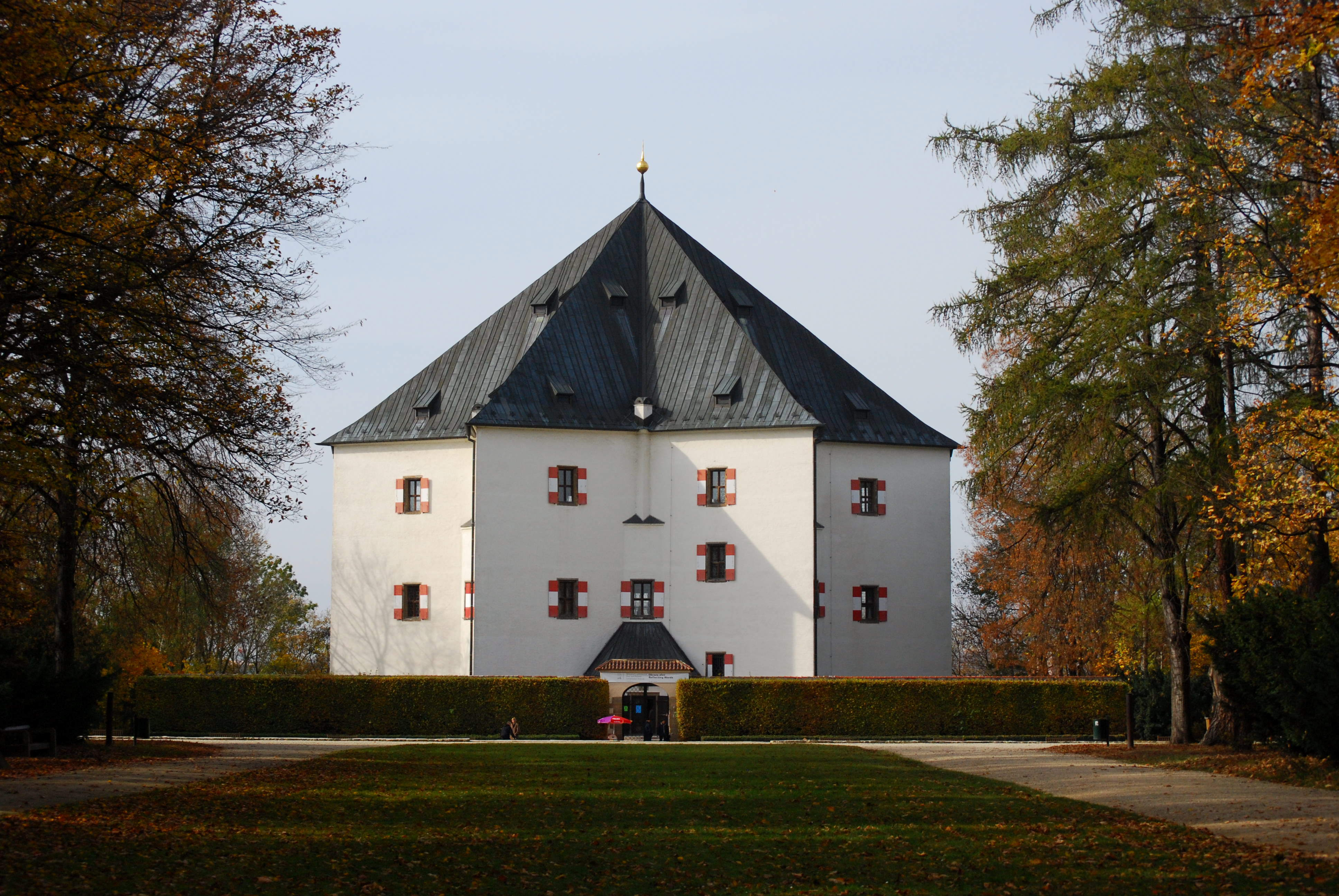
Letohrádek Hvězda

Letohrádek Hvězda – renesansowa willa, położona w rezerwacie o tej samej nazwie (Obora Hvězda) w Liboc, Praga 6, 7 kilometrów na zachód od centrum Pragi.
Pobliski rezerwat został założony w 1530 roku przez króla Ferdynanda I. 25 lat później, jego młodszy syn Ferdynand II, arcyksiąże Austrii zlecił budowę willi. Sam arcyksiąże rozpoczął budowę 27 czerwca 1555, a budowę willi ukończono trzy lata później. Willa jest w kształcie sześcioramiennej gwiazdy i to właśnie od jej kształtu rezerwat przyjął nazwę.
W 1962 roku willa była wymieniona jako narodowy zabytek kultury, którym pozostaje do dziś. Obecnie mieści wystawę poświęconą bitwie na Białej Górze, która odbyła się w pobliżu, która jest otwarta dla odwiedzających.